# Rangdžung Rigpä Dordže
Rangdžung Rigpä Dordže (14. srpna 1924 – 5. listopadu 1981 USA) byl 16. karmapa, duchovní vůdce školy Karma Kagjü, jedné z nejznámějších škol tibetského buddhismu. Jako první z Karmapů navštívil také mimo asijské země Evropu a Ameriku.

## Život
Narodil se v Denkhoku ve východním Tibetu v provincii S’-čchuan. Šestnáctý Karmapa začal svůj výcvik v tradičním klášteře svých hlavních učitelů Palpung, kde obdržel tradiční kompletní výcvik a nauky dharmy. Jeho hlavní učitelé byli 11. Tai Situ Pema Wangčhug a 2. Džamgon Kongtrul Palden Khjence Oser.
Karmapa cestoval po mnohých klášterech v Tibetu i okolí, navštívil Lhasu a setkal se s 13. Dalajlamou.
Aktivita 16. karmapy se šířila v Tibetu, Bhútánu, Nepálu, Sikkimu, Indii a částečně i v Číně. Studoval u různých učitelů tibetského buddhismu, sám však předával dharmu dále. V roce 1959 upozornil karmapa všechny přítomné na nebezpečí okupace Tibetu Čínou, které tehdy bylo na spadnutí. Proto v únoru toho roku shromáždil 160 osob ze svého sídla, tradičního kláštera karmapů Curphu a odvedl je do Sikkimu. Vzali s sebou většinu svatých textů a relikvií kláštera Curphu, které zde byly schraňovány po staletí. Členové královské rodiny Sikkimu, karmapovi oddaní laičtí následovníci v dharmě, mu věnovali stálé místo v jejich zemi. S finanční pomocí sikkimské a indické vlády byl zrekonstruován karmapův klášter Rumtek, který původně postavil 12. Karmapa Cchangchub Dorje.
V roce 1974 Karmapa poprvé několikrát navštívil Západ – Evropu, Kanadu a Spojené státy americké, kde se věnoval učitelské činnosti. Karmapa zemřel v USA v nemocnici na rakovinu při jedné ze svých cest, kde učil dharmu. 

## Citát
"Pokud někdo opravdu následuje učení Buddhy a má v ně důvěru, pak se každá situace v jeho životě stane součástí meditační praxe. Pak bude člověk praxí žít místo toho aby ji pouze vykonával."
- 16. Karmapa Rangdžung Rigpä Dordže
"Karmapa byl skvělý muž. Člověk nemůže popsat jeho kvality pomocí slov. Byl opravdovým vyzářením soucitu. V jeho přítomnosti se mysl všech lidí měnila. Každý k němu rozvinul spontánní důvěru. Když se s ním člověk jednou setkal, přál si jej vidět znova a znova."
- Lobpön Cečhu rinpočhe o 16. Karmapovi